# Dominic Monaghan
Dominic Bernard Patrick Luke Monaghan, angleški filmski igralec, * 8. december 1976, Berlin, Nemčija.
Monaghan je najbolj znan po vlogi Merjadoka Brendivinskega v filmski trilogiji Gospodar prstanov ter po vlogi Charlieja Pacea v televizijski seriji Skrivnostni otok.

## Zasebno življenje
Bernard je ime njegovega dedka po materini, Patrick pa po očetovi strani. Ime Luke si je izbral po liku Luku Skywalkerju iz filmov Vojna zvezd, ki so eni njegovih najljubših in so bili njegov navdih, da je postal igralec.